# Cyril Davies’ All Stars
Cyril Davies’ All Stars (auch Cyril Davies and His Rhythm and Blues All Stars) war eine britische Bluesband, die Cyril Davies 1963 nach seinem Weggang von Blues Incorporated gründete. Sie war eine der ersten britischen Bluesbands überhaupt und neben der Blues Incorporated die erste, die elektrisch verstärkt spielte.

## Geschichte
Bandmitglieder waren neben Davies (Mundharmonika, Gesang) Long John Baldry (Gesang), Bernie Watson (Gitarre), Cliff Barton (Bass), Nicky Hopkins (Piano) und Carlo Little (Schlagzeug). Die All Stars waren eine populäre Club-Band in London. Gelegentliche Gastauftritte hatten u. a. Jeff Beck, Jimmy Page und Micky Waller.
Nach Davies’ Tod Anfang 1964 führte Long John Baldry die Band unter dem Namen Hoochie Coochie Men weiter. Die Plattenfirma Immediate Records benutzte den Bandnamen noch für diverse Aufnahmen von Musikern auf ihrem Label.

## Diskografie

### Singles
- Country Line Special / Chicago Calling (Mai 1963)
- Preachin’ The Blues / Sweet Mary (September 1963)

### EP
- The Sound of Cyril Davies (Mai 1964)